# Dr. Dolittle (1998)
Dr. Dolittle ist eine US-amerikanische Filmkomödie von Betty Thomas aus dem Jahr 1998, die sich vage auf die Romanserie von Hugh Lofting bezieht. Im Jahr 2001 erschien die Fortsetzung Dr. Dolittle 2.

## Handlung
Der Film beginnt im Jahr 1968, als der fünfjährige John Dolittle bemerkt, dass er mit Tieren sprechen kann. Seine Fähigkeit führt zu einer Reihe von kuriosen Begegnungen, bis sein Vater ihn zwingt, diese Gabe zu unterdrücken, da er sie für abwegig hält.
Jahre später lebt der erwachsene Dr. Dolittle als erfolgreicher Arzt in San Francisco. Er ist mit seiner Frau Lisa und seinen beiden Töchtern, Maya und Charisse, glücklich. Doch sein geordnetes Leben wird durcheinandergebracht, als er nach einem Autounfall plötzlich wieder die Fähigkeit erlangt, Tiere zu verstehen und mit ihnen zu kommunizieren.
Zunächst ist er von der Rückkehr dieser Gabe irritiert, doch bald wenden sich immer mehr Tiere mit medizinischen Problemen an ihn. Von einem nervösen Hund bis hin zu einem verzweifelten Tiger, der an einem gefährlichen Gehirnleiden leidet, steht Dr. Dolittle vor einer Herausforderung.
Während er beginnt, die Tiere zu behandeln, zweifeln seine Kollegen und seine Frau an seinem Verstand. Dies führt zu einer turbulenten Reihe von Missverständnissen, bis Dr. Dolittle schließlich seine Gabe akzeptiert. In einem dramatischen Höhepunkt operiert er vor Publikum den kranken Tiger und beweist, dass seine außergewöhnliche Fähigkeit tatsächlich real ist.
Am Ende wird Dr. Dolittle nicht nur von seiner Familie, sondern auch von seinen tierischen Freunden gefeiert, die ihm helfen, seine einzigartige Verbindung zur Natur wieder voll zu schätzen.

## Hintergrund
Die Handlung wurde durch die Kinderbücher der Reihe Doctor Dolittle von Hugh Lofting inspiriert.
Der Film wurde in San Francisco, Pasadena und einigen kalifornischen Wäldern gedreht. Die Produktionskosten betrugen schätzungsweise 71,5 Millionen US-Dollar. In den Kinos der USA spielte er 144,2 Millionen US-Dollar ein, in anderen Ländern 117 Millionen US-Dollar. Vom Soundtrack des Films wurden ca. eine Million Exemplare verkauft, 140.000 allein am ersten Wochenende.

## Rezeption

### Kritiken
Das Lexikon des internationalen Films urteilte: „Die berühmten Kinderbuchgeschichten von Hugh Lofting um den Arzt Dr. Dolittle, der die Sprache der Tiere versteht, in einer bis aufs Skelett abgemagerten modernen Fassung, die den kindgerechten Humor des Originals weitgehend durch Zoten ersetzt. Statt den ursprünglichen Charme der Geschichte in eigenständige Bilder umzusetzen, verlässt sich der Film allzu sehr auf den Sprüche klopfenden Hauptdarsteller.“
James Berardinelli schrieb auf ReelViews, dass er ganz sicher sei, der Film sei schlecht. Er sei „anwidernd“, „humorlos“, weise „so wenig Raffinesse wie möglich“ auf, sei dafür „künstlich sentimental“.
Roger Ebert schrieb in der Chicago Sun-Times vom 26. Juni 1998, dass der Film mit seinen körperlich-fäkalen Elementen („bodily functions“) für Kinder geeignet sei. Er lobte die Charaktere der Tiere.
Die Zeitschrift Variety schrieb, der Film treffe mit seiner dünnen Story und der skatologischen Witze vielleicht einen Nerv bei den Jugendlichen, aber trotz einiger raffinierter Effekte und des derben Humors verfehlt er bei einem älteren Publikum seinen Reiz („slim on story and rife with scatological jokes, the film may strike a chord with pre-teens but misses for an older crowd despite some nifty effects and broad humor“).

### Auszeichnungen
Der Film erhielt im Jahr 1998 die Goldene Leinwand und den goldenen Box Office Germany Award (kurz Bogey).
Eddie Murphy, Oliver Platt und Kyla Pratt wurden im Jahr 1999 für den Blockbuster Entertainment Award nominiert, Kyla Pratt 1999 für den Image Award und den Young Artist Award, Eddie Murphy und der Film 1999 für den Kids’ Choice Award.
Der Song Are You That Somebody? wurde 1999 für den MTV Movie Award nominiert. Richard Gibbs gewann 1999 den BMI Film Music Award.

## Synchronisation
| Figur                  | Originalsprecher | deutscher Sprecher |
| ---------------------- | ---------------- | ------------------ |
| Dr. John Dolittle      | Eddie Murphy     | Randolf Kronberg   |
| Dr. Mark Weller        | Oliver Platt     | Stefan Fredrich    |
| Blaine                 | Paul Giamatti    | Till Hagen         |
| Calloway               | Peter Boyle      | Frank-Otto Schenk  |
| Charisse Dolittle      | Raven-Symoné     | Magdalena Turba    |
| Dr. Fish               | Jeffrey Tambor   | Norbert Gescher    |
| Maya Dolittle          | Kyla Pratt       | Jeany Walpusk      |
| Eule                   | Jenna Elfman     | Evelyn Maron       |
| Ferkel                 | Hamilton Camp    | Tom Deininger      |
| Jacob der Tiger        | Albert Brooks    | Helmut Krauss      |
| Lucky, der Hund        | Norm MacDonald   | Thomas Fritsch     |
| Täuberich              | Garry Shandling  | Norbert Langer     |
| Meerschweinchen Rodney | Robin Williams   | Peer Augustinski   |
| Taube                  | Julie Kavner     | Traudel Haas       |

## Fortsetzungen
- 2001: Dr. Dolittle 2
- 2006: Dr. Dolittle 3 (Ab dem dritten Teil spielt Eddie Murphy nicht mehr mit. Dr. Dolittle 3 wurde direkt auf DVD veröffentlicht)
- 2008: Dr. Dolittle 4 [Dr. Dolittle: Tail to the Chief] (direkt auf DVD veröffentlicht)
- 2009: Dr. Dolittle 5 [Dr. Dolittle: Million Dollar Mutts] (direkt auf DVD veröffentlicht)